# 米德爾梅薩 (新墨西哥州)
米德爾梅薩（英語：Middle Mesa）是位於美國新墨西哥州聖胡安縣的普查規定居民點。

## 人口
根據2020年美國人口普查的數據，米德爾梅薩的面積為17.38平方千米，當中陸地面積為17.37平方千米，而水域面積為0.01平方千米。當地共有人口200人，而人口密度為每平方千米11.51人。